# Souvenirs d'un président de festival de Cannes
 (octobre 2021).
Si vous disposez d'ouvrages ou d'articles de référence ou si vous connaissez des sites web de qualité traitant du thème abordé ici, merci de compléter l'article en donnant les références utiles à sa vérifiabilité et en les liant à la section « Notes et références ».
Souvenirs d'un président de festival de Cannes est un court métrage français d'Elio Lucantonio sorti en décembre 2004.

## Synopsis
C'est une interview du réalisateur Bernardo Bertolucci, qui a d'ailleurs gagné un oscar, ...

## Fiche technique
- Titre original : Souvenirs d'un président du Festival de Cannes
- Autre titre : Bertolucci Tells Us All
- Date de sortie : Décembre 2004
- Durée : 18 minutes
- Format : couleur
- Format du son : Stéréo
- Réalisateur et scénariste : Elio Lucantonio
- Producteurs :
  - Thomas Kornfeld
  - Jeanne Rauzier
- Directeur de la photographie : Cédric Runser
- Monteur : Eric Bortolotti

## Distribution
- Bernardo Bertolucci : Interview

## Distinctions
- Sélection hors compétition au Festival de Cannes